# DOGEWO21
Die Dogewo Dortmunder Gesellschaft für Wohnen mbH (Eigenschreibweise DOGEWO21) ist ein Wohnungs- und Dienstleistungsunternehmen mit Sitz in Dortmund.
Als Tochtergesellschaft von DSW21 – Dortmunder Stadtwerke AG und der Sparkasse Dortmund, bewirtschaftet DOGEWO21 in fast allen Dortmunder Stadtbezirken insgesamt 16.403 Wohnungen (Dez 2024), vermietet Garagen, Stellplätze sowie Gewerbeobjekte und ist damit der größte in Dortmund ansässige Wohnungsanbieter. 

## Geschichte

### 1918–1932: Gemeinnützige Wohnungsbaugesellschaft
Am 11. Oktober 1918 wurde das Unternehmen als Dortmunder Gemeinnützige Siedlungsgesellschaft mbH (DGSG) ins Leben gerufen.  Deren Ziel war es „minderbemittelten Personen und Familien zweckmäßig eingerichtete Wohnungen in eigens erbauten und errichteten Häusern zu billigen Preisen zu verschaffen“.  Größter der insgesamt 56 Gesellschafter war die Stadt Dortmund, hinzu kamen große Industriewerke wie Hoesch oder die Deutsch-Luxemburgische Hütten AG sowie kirchliche Institutionen und Privatpersonen. 
Die bereits akute Wohnungsnot der unmittelbaren Nachkriegszeit erforderte es, möglichst schnell viele Wohnungen zur Verfügung zu stellen, so dass es sich bei den ersten Bauvorhaben der Jahre 1918/19 ausschließlich um mehrgeschossige Wohnblöcke wie den „Lutherblock“ handelte, einen heute denkmalgeschützten 4-Etagen-Bau mit 64 Wohnungen, die Mitte 1919 bezugsfertig waren. In den ersten 2½ Jahren nach ihrer Gründung erstellte die DGSG etwa 500 Wohnungen, den Wohnungsmangel in Dortmund konnte sie damit nicht beheben. Ganz im Gegenteil verschärften die Ruhrbesetzung 1923/24 sowie die rasante Beschleunigung der kriegsbedingten Inflation die wirtschaftliche und soziale Lage der Stadt weiter, was auch für die Bauwirtschaft nicht ohne Folge blieb. Bis 1924 konnte die DGSG lediglich einen Teil der geplanten Projekte realisieren und das nur mit finanzieller Unterstützung von Seiten der Industrie. 
Erst ab 1924, mit der Stabilisierung der wirtschaftlichen Verhältnisse – besonders aber dank der neu erhobenen Hauszinssteuer –, gewannen die Bauvorhaben der Siedlungsgesellschaft wieder an Fahrt. Gerade im Osten der Stadt, der freies Bauland bot, entstanden bis Ende der 1920er-Jahre mehrere Wohnblocks, etwa die im expressionistischen Stil erbaute Lenteninsel in Körne. Bis 1928 hatte die DGSG rund 2.000 Wohnungen fertiggestellt; eine Zahl, die sie in den nächsten 1½ Jahren noch verdoppeln konnte. Darüber hinaus verwaltete die Gesellschaft ab 1929 nicht nur eigenen Besitz, sondern treuhänderisch auch städtischen Grundbesitz.  
1929 bekam die DGSG die Vorläufer der Weltwirtschaftskrise zu spüren. Bereits der Geschäftsbericht von 1929 prognostizierte Baueinschränkungen aufgrund von Geldknappheit und tatsächlich musste die DGSG bis 1932 ihr Bauprogramm immer weiter zurückschrauben, sah sich mit anwachsenden Mietrückständen, häufigen Wohnungswechseln und leerstehenden Wohnungen konfrontiert. Trotz der eigenen angespannten Lage versuchte die DGSG nach Kräften, der sozialen Situation ihrer Mieter Rechnung zu tragen, ihnen so weit wie möglich entgegenzukommen und sich mit Kündigungen zurückzuhalten. Ab 1931 verzichtete das Unternehmen auf eine Dividendenauszahlung, gründete stattdessen die Dr.-Eichhoff-Stiftung zur Unterstützung hilfsbedürftiger Mieter, führte ab 1932 eine Winterhilfe für Erwerbslose durch und senkte im Zuge der Winterhilfe die Mieten für ein halbes Jahr um 20 %.

### 1933–1945: NS-Siedlungspolitik
Im Zuge der nationalsozialistischen Machtergreifung ab März 1933 sah sich auch die DGSG mit „Gleichschaltung“ sowie personellen „Säuberungen“ konfrontiert. Das NS-Regime besetzte Führungsposten der Gesellschaft mit Parteigenossen und schichtete die Gesellschaftsanteile um, sodass die Anzahl der Gesellschafter 1936 auf drei geschrumpft war. Neben der Stadt, die nun 70 % des Unternehmens hielt, verblieben lediglich die Hoesch-Werke sowie die Westfälische Wohnstätten AG als Anteilseigner. Zudem ordnete die NSDAP Zwangsverschmelzungen an: Im Januar 1941 übernahm die DGSG die Gemeinnützige Kreisbaugesellschaft Hörde mbH, im Mai 1943 die Dortmunder Gemeinnützige Bau-Hellweg-AG.   
Darüber hinaus versuchte die Partei, auf die Wohnungspolitik der Gesellschaft Einfluss zu nehmen. Der propagierte Kleinsiedlungsbaus am Rande der Großstadt sollte umgesetzt, sogenannte Volkswohnungen (Kleinwohnungen nahe der Industriewerke) sollten errichtet werden. Die Siedlungsgesellschaft sprach sich zwar für Kleinsiedlungen aus, lobte deren Vorteile, errichtete in den ersten Jahren der NS-Herrschaft jedoch ausschließlich mehrgeschossige Häuser mit Kleinwohnungen in dichtbesiedelten Stadtteilen. Lediglich mit der Siedlung Oespel am Oespeler Dorney/Steinweg sowie mit der „Rudolf-Heß-Siedlung“ in Renninghausen wurden 1936 bzw. 1938 Kleinbausiedlungsprojekte in Angriff genommen, die sich allerdings nicht in vollem Umfang fertigstellen ließen. Die Konzentration auf den Bau von mehrgeschossigen Häusern führte 1937 zur Namensänderung der DGSG, die ab dem 16. April 1937 unter dem Namen Dortmunder Gemeinnützige Wohnungsgesellschaft (DGW) firmierte.  
Zwischen 1933 und 1936 baute das Unternehmen im Durchschnitt lediglich 120 Wohnungen pro Jahr und damit weniger als in den Krisenjahren von Weimar (1918/19 rund 500, 1922/23 über 400). Erst ab 1938 nahm die Zahl der Neubauten zu, da im Zuge der Aufrüstung Wohnraum für die Facharbeiter geschaffen werden musste; durchschnittlich errichtete die DGW nun 230 Wohnungen. Dennoch berichtete die Gesellschaft ab 1937 von zunehmenden Schwierigkeiten, geplante Bauvorhaben auszuführen. Bei Kriegsausbruch fehlten in Dortmund 14.000 Wohnungen.
1940 erließ die NSDAP ein offizielles Neubauverbot, das sämtliche Bauvorhaben kriegsbedingt stoppte. Von August 1941 bis Ende 1943 wurden durch Luftangriffe Häuser zerstört; zuerst in der Lippstädter Straße.  Bis Ende 1943 entstanden an 1634 Wohnungen Sachschäden. Wohnzählungen vier Monate nach Kriegsende ergaben, dass ca. 70 % des gesamten Wohnungsbestandes getroffen war, von 160.700 Wohnungen waren 118.100 ganz oder teilweise zerstört. Der DGW-Bestand war zu einem Drittel beschädigt. 

### 1946–1969: Wiederaufbau

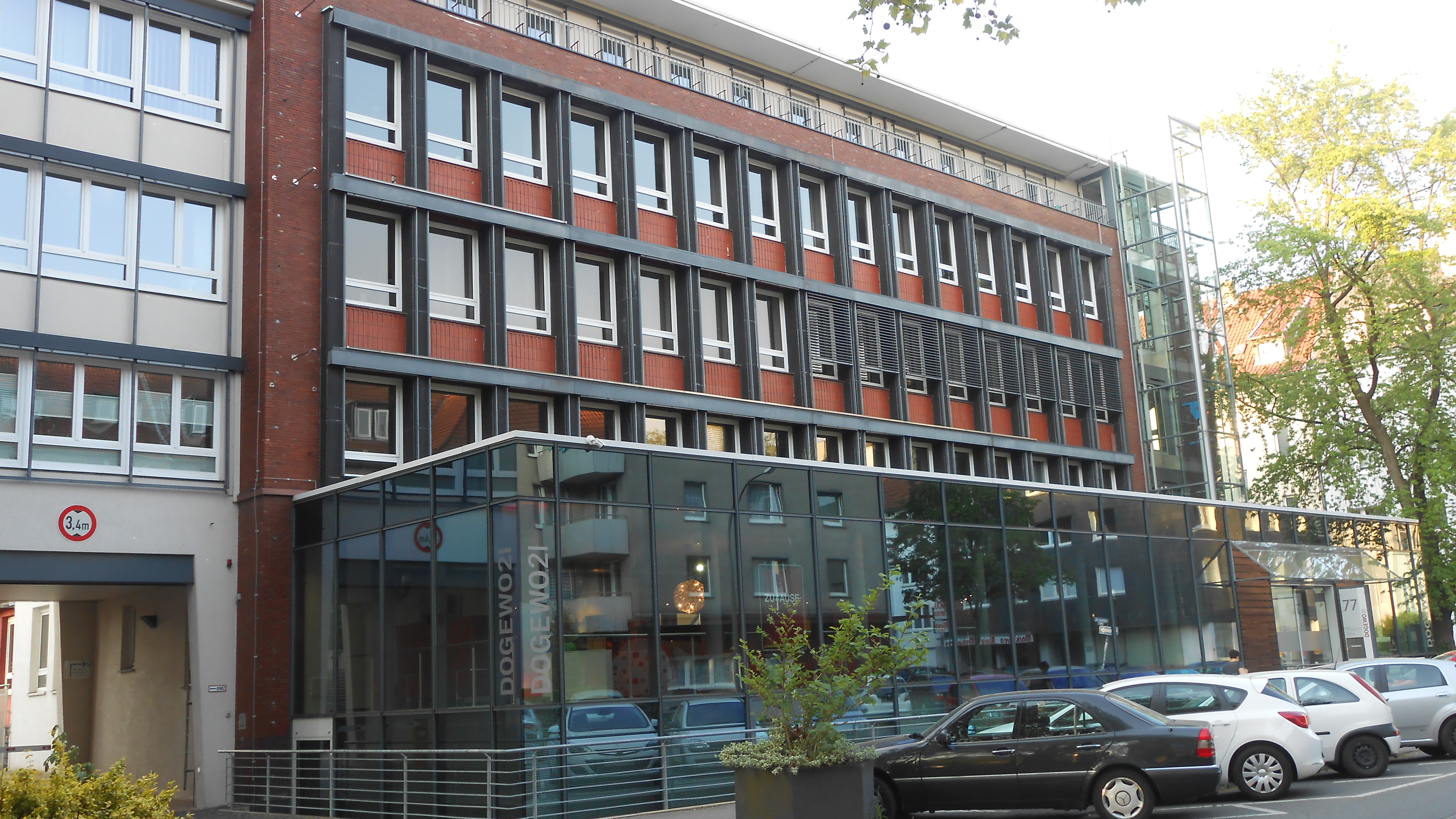
Heutige Hauptgeschäftsstelle von DOGEWO21

Im August 1945 enthob die DGW den Geschäftsführer Bertram, Prokurist Krause und den weiteren Vorstand von ihren Ämtern. Erst 1955 konnte ein neuer Unternehmenssitz in der Landgrafenstraße bezogen werden. 
Der Wiederaufbau des eigenen Bestandes verlief schleppend, genoss aber absolute Priorität. Erst ab 1953 ging die Gesellschaft wieder dazu über, auch Neubauprojekte umzusetzen; von 1948 bis Ende 1953 konnte sie insgesamt 3166 Wohnungen fertigstellen (2002 wiederaufgebaute Wohnungen, 992 Neubauten). 
1950 beschlossen Bund und Länder das Wohnungsbaugesetz – die Grundlage für den sozialen Wohnungsbau der Folgejahre. Der Wohnungsmangel in Dortmund blieb bis Mitte der 1960er Jahre akut, die fertiggestellten Wohnungen konnten den vorhandenen Bedarf nicht decken. Im Winter 1964 gab es einen Wohnungsfehlbedarf von 8 %. Ab Ende der 1950er Jahre entstanden in Dortmund mehrere Großsiedlungen, die ausschließlich von gemeinnützigen Wohnungsgesellschaften gebaut wurden. Seit 1965 beteiligte sich die DGW am Bau von fast der Hälfte aller Großsiedlungen. Neben dem Mietwohnungsbau betätigte sich die DGW auch auf dem Eigenheimsektor.
Ende 1968 besaß die DGW 69 gewerbliche Einheiten wie Läden, Gaststätten oder Büroräume, 1300 Garagen sowie rund 16.000 Wohnungen. Der Neubaubestand war fast so groß wie der Bestand an Altbauten. Insgesamt errichtete die Gesellschaft 7102 neue Wohnungen während der Nachkriegsjahre, sodass am 11. Oktober 1968 der Richtkranz über der 16.000sten DGW-Wohnung wehte. Das Unternehmen zählte mittlerweile zu den elf größten Wohnungsunternehmen in der Bundesrepublik. Nach der Beseitigung der größten  Wohnungsnot wuchs in den 1960er-Jahren das Bedürfnis nach Verbesserung der Wohnqualität. Die DGW verknüpfte die Bautätigkeit der letzten Jahre mit Sanierungsaufgaben.

### 1970–1985: Sanierung, bedarfsgerechter Wohnraum und Wohnungsleerstand
In den 1970er Jahren investierte die DGW weiter in die Sanierung ihres Altbaubestandes. Zu den Sanierungsgebieten, an denen u. a. die DGW über die Gemeinnützige Treuhandgesellschaft beteiligt war, gehörten Nord II und Dorstfeld. Die engen, dunklen Wohnungen wurden durch moderne ersetzt und die alten Bausubstanzen modernisiert. So entstanden in diesem Gebiet rund 600 neue Wohnungen. Erhebliche Probleme bereitete derweil die Sanierung des Gebietes Dorstfeld, die sich über Jahre hinzog und erst Mitte der 1980er-Jahre fertiggestellt werden konnte. Die DGW musste ihre Pläne wiederholt ändern, es kam zu Unruhen, Protesten und Hausbesetzungen. Der Abriss einiger veralteter Häuser in der Wörthstraße führte am 7. September 1983 zu Auseinandersetzungen zwischen Hausbesetzern und der Polizei. 
Die Sanierung des eigenen Bestandes vollzog sich bis in die 1990er Jahre und umfasste in der Regel den Einbau von modernen Heizungen, Fenstern, Türen und Fußböden sowie von Badezimmern, die in Altbauten oft fehlten. So verfügten 1966 lediglich 48 % der Wohnungen über ein Badezimmer, 1970 lag der Anteil bereits bei 66 %, 1986 schließlich bei 90 %.  
Zusätzlich zur Gebäudesanierung konzentrierte sich die DGW bereits ab Ende der 1960er Jahre auf die Stadtsanierung sowie die Wohnraumbeschaffung für bestimmte bedürftige Bevölkerungsgruppen wie Kinderreiche, Behinderte, ältere Menschen, Leistungsschwächere sowie Studenten. Konkrete Bauprojekte waren hier etwa der „Hannibal II“, ein Komplex aus acht Terrassenhäusern mit 412 Wohnungen, der 108 Wohnungen speziell für Studenten vorsah. Allerdings fand das Projekt am Vogelpothsweg unter den Studenten nur mäßigen Anklang: Lediglich 36 der 108 Wohnungen waren nach ihrer Fertigstellung 1975 belegt. Eigens für Senioren entstand zwischen 1968 und 1970 das Wilhelm-Hansmann-Haus als Aktionszentrum und Begegnungsstätte. An den Gesamtkosten von 1,8 Mio. DM beteiligte sich die Gesellschaft anlässlich ihres 50-jährigen Bestehens mit 500.000 DM Eigenkapital, hinzu kamen unter anderem Zuschüsse des Landes und zahlreiche Spenden. Mit dem Bau dieses Hauses hatte die ausführende DGW Neuland beschritten, vergleichbare Projekte gab es bisher nicht.
Neue Wege beschritt das Unternehmen Anfang der 1980er Jahre auch im Hinblick auf potenzielle Baugebiete. Stadtplaner und Architekten interessierten sich zunehmend für den gewachsene Ortskern. Ab 1982 realisierte die DGW einige Projekte auf innerstädtischen Baugebieten wie etwa dem Schlachthofgelände, wo bis 1983 insgesamt 300 Wohnungen entstanden, 131 davon von der DGW. 
Durch Abwanderungen schrumpfte die Einwohnerzahl von Dortmund zwischen 1980 und 1986 um mehr als 40.000 Menschen. Um junge Familien in Dortmund zu halten, rief die Stadt ein Projekt zum Bau von Einfamilienhäusern ins Leben: „WIPP“ – Wohnen im Pilotprojekt. Auf diese Weise sollten auch „Normalverdiener“ in der Lage sein, ein Eigenheim zu erwerben, wobei die Eigentümer durch Eigenhilfe die Standardfläche vergrößern konnten. 
Die Zahl der Wohnungsleerstände stieg zudem ab 1983 stark an. 1974 wurden erstmals seit Kriegsende mehr freie Wohnungen als Wohnungssuchende gemeldet. 1985 formulierte die DGW, dass die „Bemühung um die Verminderung einer weiteren Zunahme des Wohnungsleerstandes“ ein vorrangiges Unternehmensziel sei.

### 1986 bis 1999: Kundenorientierung und Wohnungsmangel
Die anhaltenden Leerstände verdeutlichten, dass sich ein Mietermarkt gebildet hatte; den Mietern standen zahlreiche Angebote offen. Auf diese veränderte Situation reagierte die DGW 1985. Sie beauftragte eine Werbeagentur mit der Entwicklung eines Werbekonzeptes um die Leerstandsquote zu mindern. 1986 lief eine erste Kampagne an. Das Unternehmen erhielt ein neues Logo und den Slogan „1a wohnen“. Durch die Werbemaßnahmen konnte 1986 die Zahl der leerstehenden Wohnungen von 417 auf 351 reduziert werden. 
1986 ändert sich der Name der DGW in Dortmunder gemeinnützige Wohnungsgesellschaft (Dogewo).

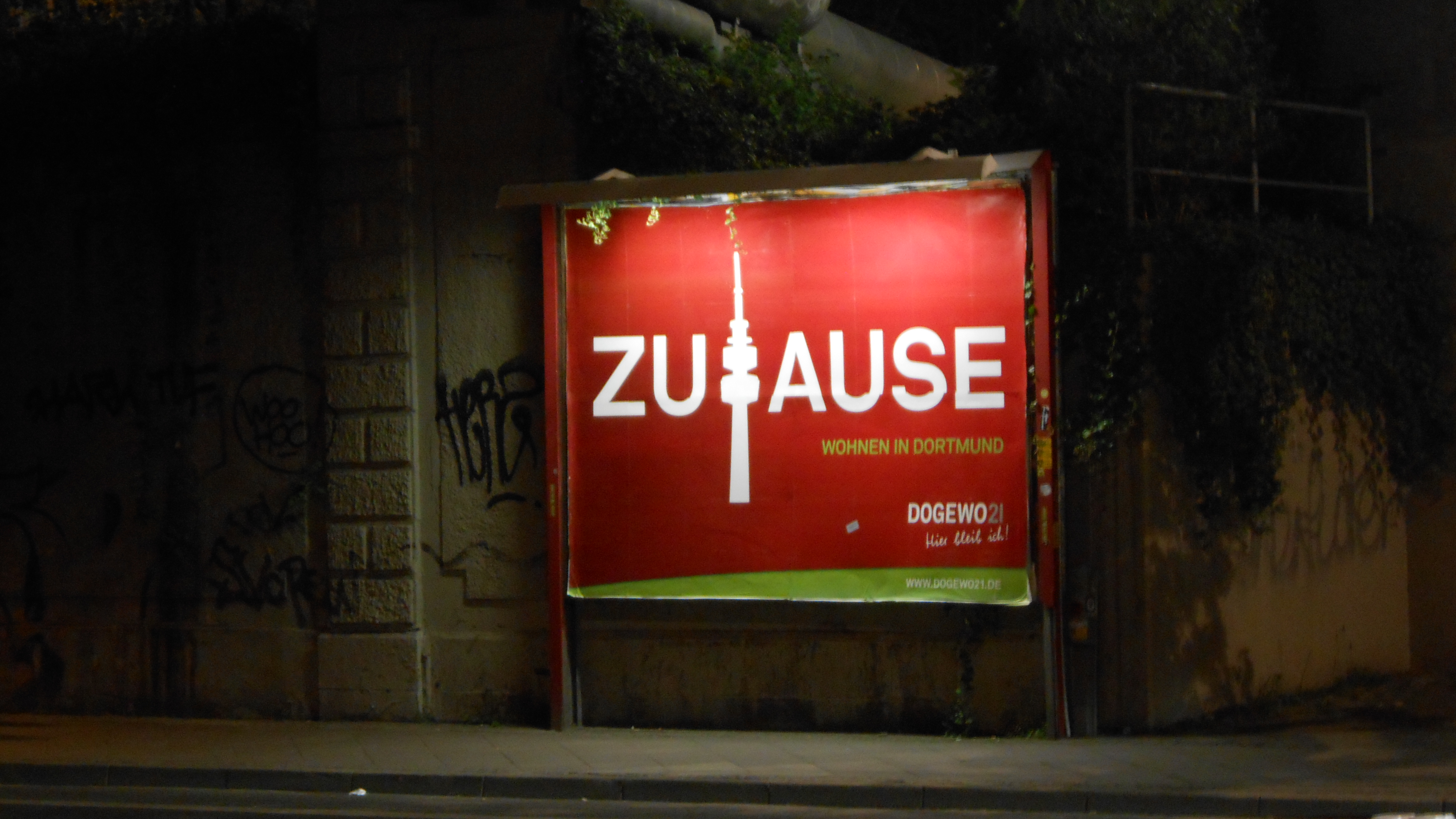
Werbeplakat an der Hohen Straße, in der südlichen Innenstadt

Nach 1990/91 war ein Zustrom von Übersiedlern zu verzeichnen. Nachdem 1987 die Leerstandsquote in der Stadt gegen Null tendierte, waren 1990 rund 4000 Menschen mit Anspruch auf eine Sozialwohnung wohnungssuchend. 1991 hatte Dortmund 5100 Gesuche, darunter 2700 akute Fälle. 1991 waren bei der Dogewo 9956 Bewerber registriert, davon 450 dringende Fälle; die Neubautätigkeiten war erneut im Mittelpunkt. Zwischen 1989 und 1993 baute sie insgesamt 276 Wohnungen.

### 2000 bis heute: Dienstleistungsunternehmen
Seit 2000 wandelte sich das Unternehmen konsequent zu einem Dienstleistungsunternehmen mit einem Serviceangebot und aktuell 10 Servicebüros (2021) mit Sprechstunden in den Quartieren sowie einem Kundenzentrum in Innenstadtnähe. 2006 stieß die Firma zum Konzernverbund DSW21 und firmiert seitdem unter DOGEWO21. Seit 2011 heißt das Unternehmen Dortmunder Gesellschaft für Wohnen. Am 11. Oktober 2018 feierte das Unternehmen sein 100-jähriges Firmenjubiläum. Seit 2000 hat DOGEWO21 jährlich mehr als 30 Mio. Euro in die Erhaltung und Verbesserung der Bestände investiert. 2024 waren dies rund 51 Mio. Euro.
Über die reine Vermietungstätigkeit hinaus unterstützt DOGEWO21 zahlreiche soziale Projekte in Dortmund, insbesondere in der Dortmunder Nordstadt. Ende 2023 betrug die Durchschnittsmiete aller Wohnungen 6,36 Euro pro Quadratmeter/Monat. Lediglich 66 aller Wohnungen standen 2024 marktbedingt leer.